# Monasterio de Nuestra Señora de Rueda
El monasterio de Nuestra Señora de Rueda es un monasterio perteneciente a la orden cisterciense situado en Sástago, en la Ribera Baja del Ebro (provincia de Zaragoza, Aragón, España).
Es bien de interés cultural, con la categoría de monumento, desde 1924.

## Situación
Se encuentra situado a 74 kilómetros de Zaragoza, en dirección a Castellón. Si bien se levanta a orillas del río Ebro, frente a la localidad de Escatrón, el monasterio se encuentra enclavado en terrenos del término municipal de Sástago.

## Toponimia
El término Rueda proviene del árabe رَوْذَة RAWḌA «mausoleo, tumba ornada». El nombre del monasterio ayuda a interpretar el origen y uso del lugar antes de llegar los monjes en 1182, ya que figura en el patrimonio de los monjes de Juncería, origen de los monjes de Rueda, en 1179 «cuanto tienen en Roda y en Gotor y en ambos lados del Ebro». Ambos topónimos, como era lógico en ese momento, son árabes, el segundo, gudur, con el significado de «albercas estanques, lagunas, remansos», y el primero rawda (pronunciado «roda» o رُوّزَة en andalusí), «jardín funerario que puede contener un mausoleo».

## Origen y evolución histórica

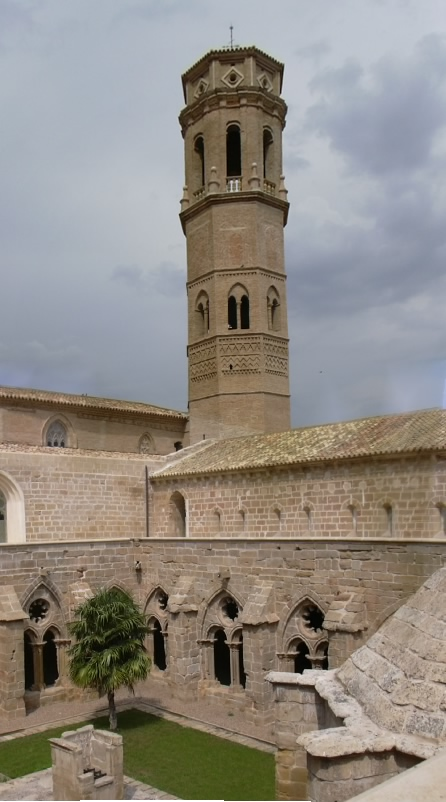
Torre mudéjar y claustro.

Como avanzada para la colonización y evangelización de nuevas tierras  fronterizas, prácticamente deshabitadas, los reyes de Aragón impulsan el asentamiento. En un tramo navegable, aprovechando los recursos de una vega fértil y húmeda, con numerosas islas y riberas boscosas, una laguna salina en explotación y montes cercanos para el pastoreo.
El origen del monasterio de Rueda se inicia en 1152 con la fundación de la abadía de Nuestra Señora de Saltz realizada por los monjes de Gimont, que a su vez procedían de la casa madre Morimond. En 1162, a partir de la cesión de tierras en Burjazud (Villanueva de Gállego), se fundó la abadía de Juncería, precedente inmediato de Rueda. 
Finalmente, en 1182 el rey Alfonso II de Aragón cede a los monjes el castillo y villa de Escatrón, Zaragoza. Se trata de un emplazamiento a orillas del Ebro, más acorde con el espíritu cisterciense, dotado de territorio por colonizar, a donde llegaron en 1202 para fundar el actual monasterio. Poco después comenzon las obras que se prolongaron durante siglos, sufriendo los altibajos económicos del Reino de Aragón y de la comunidad monástica en particular.
Tras los pasos previos a la instalación definitiva de los monjes en Rueda, la actividad constructiva se desarrolla durante todo el siglo XIII en sus ámbitos fundamentales. En 1238 se consagra la iglesia, y en 1292 todavía se confirmaron privilegios relacionados con la extracción de piedra y madera para la obra. Pero hasta la segunda mitad del siglo XIV y principios del XV no puede considerarse cerrado el conjunto de la fábrica medieval con las últimas fases de la iglesia.
En este momento quedó configurado no solo el núcleo medieval que hoy podemos admirar, sino también una serie de dependencias complementarias como la zona de conversos, estancias agrícolas, antiguo palacio del abad, etc. Estos espacios se desarrollan en el marco del entorno de la cilla (casa o almacén granero) y en el de la plaza de San Pedro. En los siglos XVI y siglo XVII se configura la actual plaza de proporciones monumentales, destacando por su calidad la galería herreriana que une el nuevo Palacio Abacial con el conjunto medieval. Varias décadas más tarde, detrás del claustro se construyó la gran nave de los nuevos dormitorios y el noviciado, actualmente en estado semirruinoso. 
Desde los primeros momentos de la construcción del monasterio, también se inician las obras de infraestructura hidráulica. Consisten en el azud y la noria o rueda que elevaba el agua del río hasta el acueducto de factura gótica, en parte visible y en parte subterráneo, que reparte el agua por el conjunto monástico siguiendo las disposiciones propias de la Orden. 
Con la desamortización de Mendizábal, a resultas de los decretos de 1836 y 1837, los bienes del monasterio fueron utilizados para labores agrícolas, el patrimonio artístico se dispersó y buena parte del mismo desaparece o es destruido. 
Ya recientemente, las edificaciones postmedievales y la huerta son cedidas por su último propietario a la Diputación General de Aragón, en 1990. La titularidad de la zona medieval del monasterio, que desde la desamortización había pertenecido al Estado, en 1998 fue traspasada a la Diputación General de Aragón con el compromiso de impulsar su restauración.

## Descripción

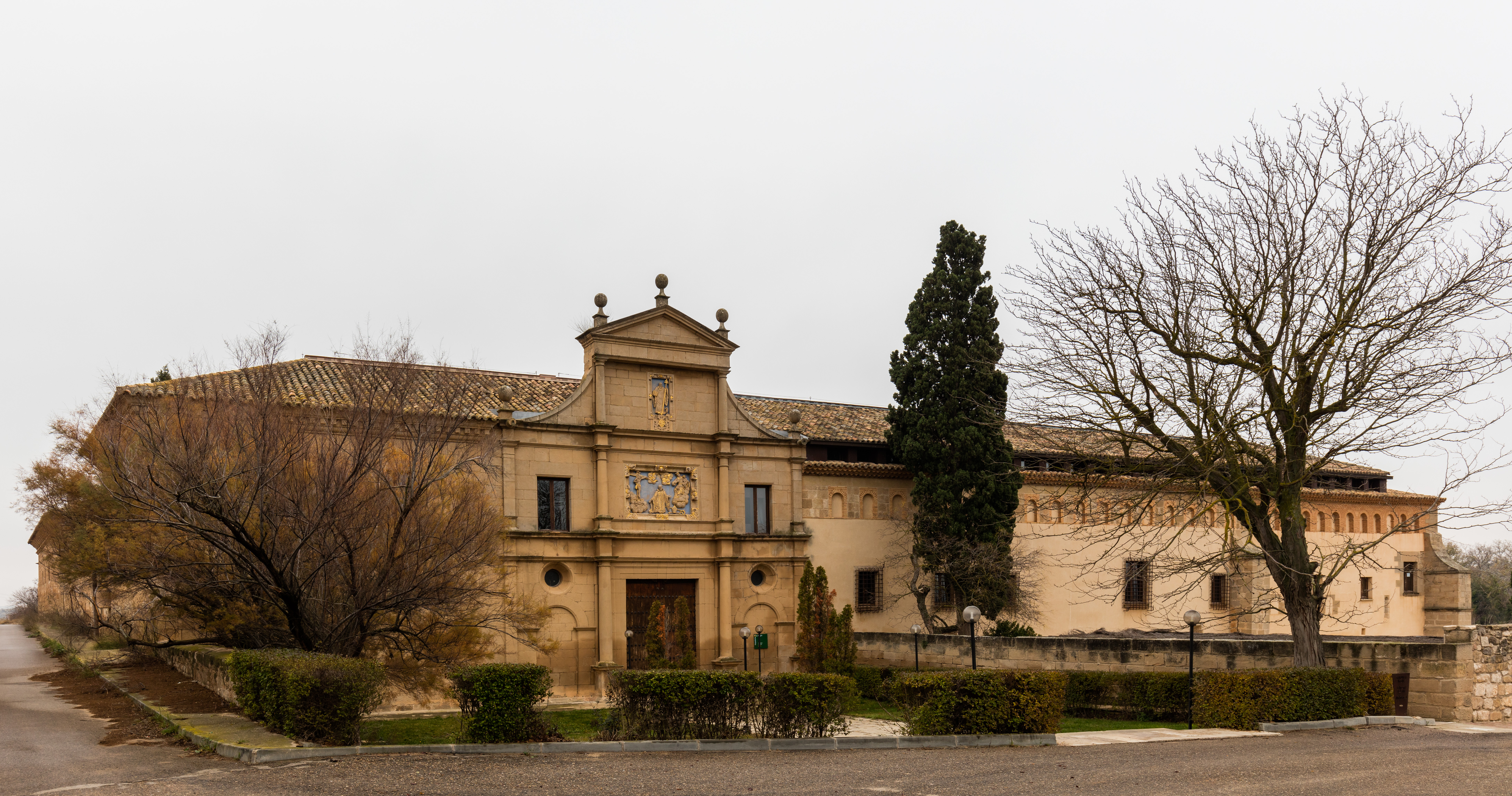
Fachada.

La Puerta Real, a la que conduce el camino de llegada, ha sido el acceso más monumental del monasterio desde que se construyera a principios del siglo XVII. Fue decorada en el siglo XVIII con una serie de esculturas de temas bernardos. Una vez atravesado el amplio zaguán, se puede apreciar la totalidad del conjunto de la Plaza de San Pedro, cerrado al oeste por el barroco Palacio Abacial que se une al núcleo medieval a través de una magnífica galería de estilo herreriano, de proporciones únicas en Aragón. En el lado norte de la plaza se encuentra la antigua hospedería y otras edificaciones de menor importancia. El frente lo ocupan los pies de la iglesia con una sencilla portada gótica, y el cierre de la galería occidental del claustro, al que también puede accederse a través de una bella portada situada bajo la galería.

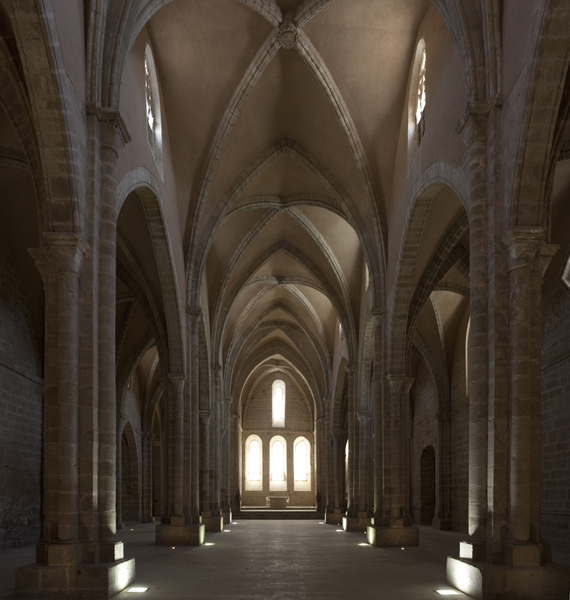
Iglesia.

La iglesia responde a uno de los modelos más sencillos entre las tipologías del Císter: tres naves con triple cabecera plana, sin crucero y cubierta con bóvedas de crucería simple. A pesar de su temprana fecha de consagración, en 1238, parece que el edificio no se terminó hasta el periodo bajomedieval. Incluso se constata un cambio de obra, ya que se pasa del sillar al ladrillo y de los ventanales góticos a los de tracería mudéjares. En el lado del Evangelio se abren capillas de diversa cronología, conservándose las de Santa Bárbara y la de San Bernardo, de decoración barroca, a ambos lados de la primitiva capilla del Santo Cristo. Junto a la cabecera y en el lado opuesto se encuentra la sacristía medieval, muy reformada, y un oratorio barroco decorado con esgrafiados. 

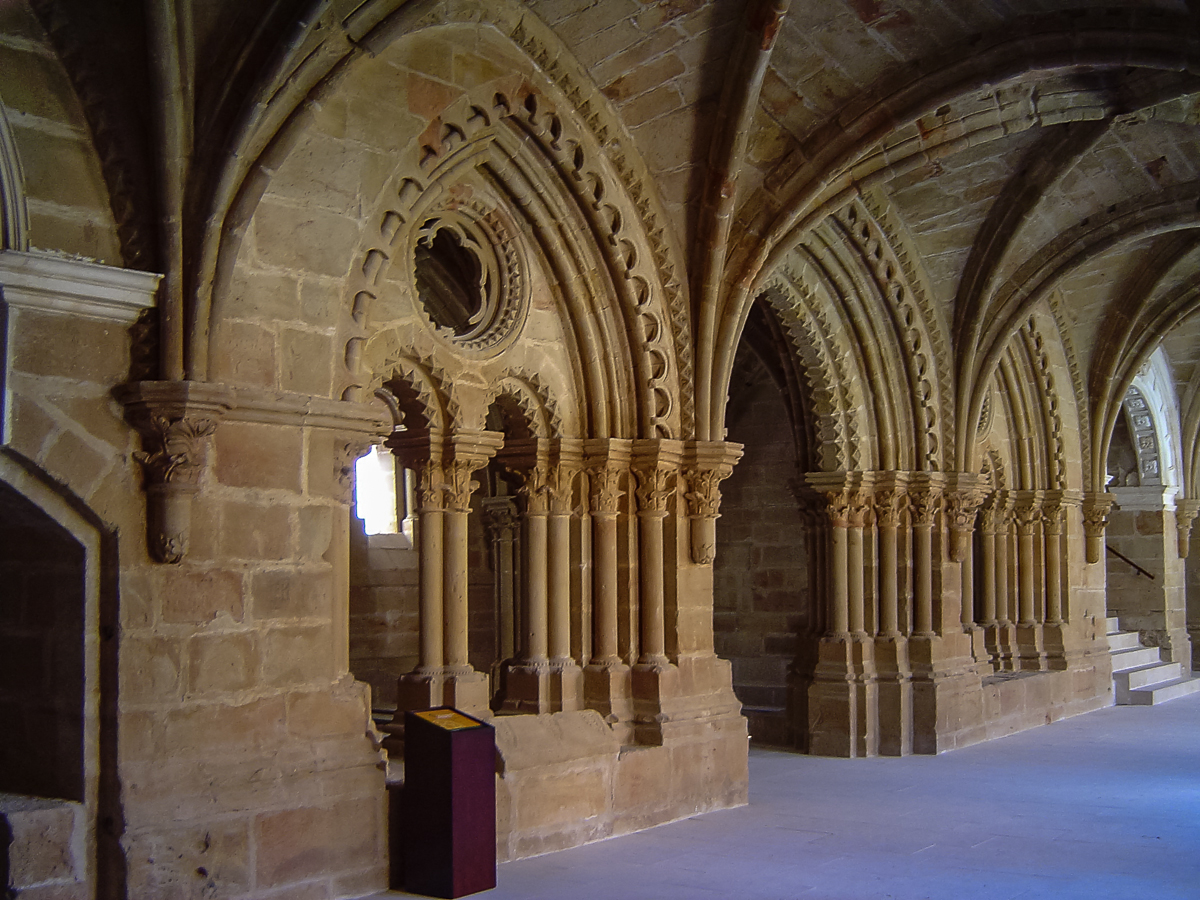
Sala capitular.

Desde la iglesia se accede al claustro, en torno al que se distribuyen las dependencias y se articula la vida monástica. El claustro también sufrió un lento proceso constructivo, siendo más antigua la galería este donde se ordenan la sala capitular, con una portada inigualable y con las tumbas de varios abades; la escalera al dormitorio; el locutorio, desde el que se accede a la cárcel y, a continuación, el paso a la huerta y la sala de los monjes en el ángulo sudeste. En la galería meridional se encuentra, en primer lugar, el calefactorio, le siguen el refectorio con el pabellón de la fuente o lavatorio enfrentado y la cocina. El dormitorio ocupa toda el ala capitular en su planta superior y tiene una pequeña estancia independiente para el abad, situada junto a la iglesia, y un calefactorio nuevo añadido al medieval en el ángulo opuesto. También existió un sobreclaustro añadido, hoy desaparecido, del que se conserva una galería de arquillos recayente a la plaza de San Pedro. 
Desde el dormitorio del abad puede accederse a la torre mudéjar. Desde el cuerpo barroco superior se obtiene una visión inigualable de todo el conjunto. 
Saliendo por el claustro junto a la cocina, es imprescindible visitar la cilla - almacén de víveres -, interesante construcción de dos plantas de concepciones arquitectónicas muy diferentes. 
De este conjunto medieval destaca la integridad de conservación de las dependencias básicas de la traza ideal de los monasterios cistercienses, destacando por su calidad excepcional la sala capitular y el refectorio con su púlpito para el lector. A través de la decoración de las galerías del claustro se puede seguir la evolución cronológica y formal del proceso constructivo, y observar cómo desde la primera decoración de motivos estrictamente vegetales o geométricos (siglo XIII), se pasa a los modelos figurativos (siglo XIV). 
Terminado el recorrido del núcleo principal, en el área del cementerio pueden verse los restos de los dormitorios barrocos y las ruinas del molino de aceite. Imprescindible resulta acercarse hacia el Ebro por el camino exterior para observar, a distancia, las estructuras de la noria y el acueducto que derivan el agua al monasterio a través de conducciones que pueden observarse en algunas dependencias, y los restos del molino harinero anexo, junto al paisaje de ribera de las islas conformadas en el río por el azud. 

## Intervenciones y restauración

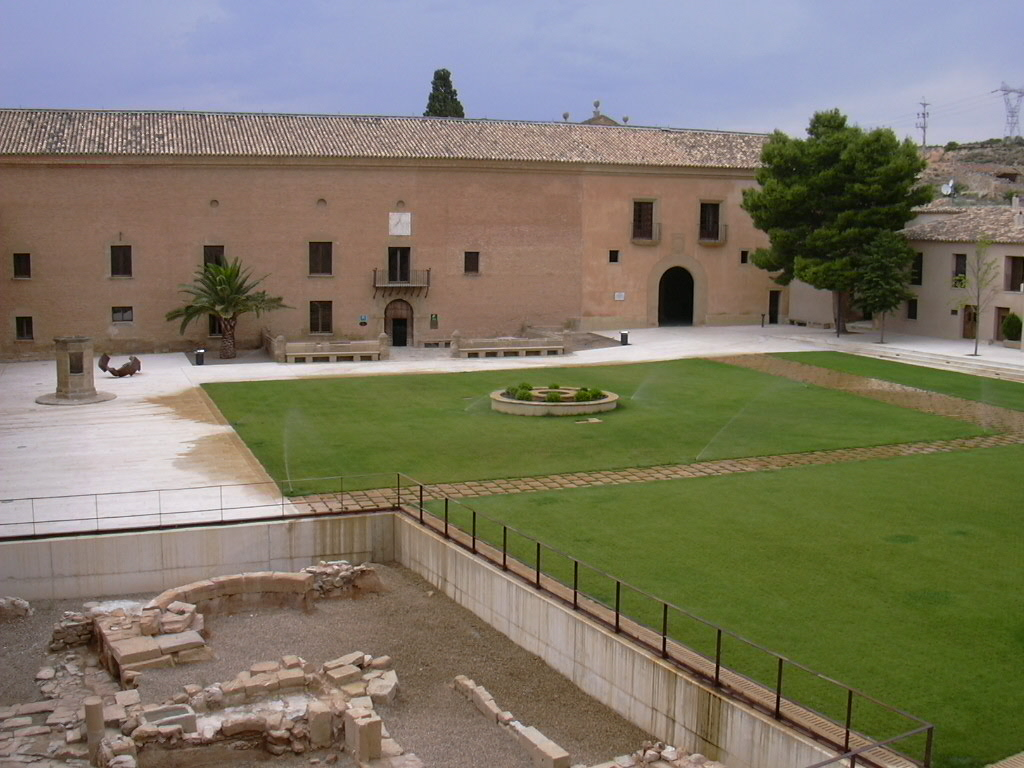
Entrada de la Hospedería en la Plaza de San Pedro.

Desde que el Gobierno de Aragón asumió la restauración del conjunto monumental se han sucedido numerosas actuaciones, iniciadas bajo las pautas del Plan Director redactado en 1991, tras realizar los estudios de todos los aspectos precisos para el conocimiento del monasterio y su entorno. 
El estado de abandono al que había llegado el monasterio motivó que hubiera que acometer todo tipo de obras, desde la dotación de las infraestructuras más elementales hasta el desescombro de algunas construcciones añadidas a las dependencias medievales. Mientras tanto, se iniciaban las obras de restauración atendiendo a las cuestiones más urgentes, con permanentes seguimientos arqueológicos que iban descubriendo la integridad de las estructuras medievales bajo la aparente ruina. Así se configuró el monasterio cisterciense que hoy podemos contemplar como ejemplar único en su traza. Gracias al trabajo realizado, la restauración de la totalidad de las dependencias fundamentales culminó en el año 2003, abriéndose al público su recorrido con visitas guiadas.